# Amauromyza maculosa
Espèce
Amauromyza maculosa (la mineuse du chrysanthème) est une espèce d'insectes diptères de la famille des Agromyzidae, originaire des Amériques.
Cette mouche mineuse, oligophage, attaque seulement les plantes de la famille des Asteraceae, dont parmi les cultures les plus importantes : asters, dahlias, chrysanthèmes, gerberas, tagetes  et laitues.
Amauromyza maculosa fait partie des organismes nuisibles aux végétaux dont l'introduction est interdite dans l'Union européenne et, à ce titre, est inscrite à l'annexe 1 de la Directive 2000/29/CE du Conseil du 8 mai 2000.

## Synonymes
Selon Crop Protection Compendium :
- Agromyza guaranitica (Brethes, 1920) ;
- Phytobia (Amauromyza) maculosa (Frick, 1952) ;
- Nemorimyza maculosa (Malloch, 1913) ;
- Agromyza maculosa (Malloch, 1913) ;
- Phytobia maculosa  ;
- Dizygomyza (Amauromyza) maculosa (Hendel, 1931) ;
- Dizygomyza maculosa (Blanchard, 1938) ;
- Amauromyza (Annimyzella) maculosa (Spencer, 1981).

## Distribution
L'aire de répartition d'Amauromyza maculosa comprend les régions tempérées et chaudes d'Amérique du Nord (États-Unis, dans les États du Nord, l'espèce est présente dans les cultures sous serres), d'Amérique centrale et des Antilles,  et d'Amérique du Sud (du Venezuela à l'Argentine).
Cet insecte est inconnu dans l'Ancien Monde.